# Kathleen Rice
Kathleen Maura Rice (ur. 15 lutego 1965 na Manhattanie) – amerykańska polityczka, członkini Partii Demokratycznej.

## Działalność polityczna
Od 3 stycznia 2015 do 3 stycznia 2023 była przedstawicielką 4. okręgu wyborczego w stanie Nowy Jork w Izbie Reprezentantów Stanów Zjednoczonych.